# 巴海 (喀尔喀)
巴海（？—1743年），博尔济吉特氏，喀尔喀蒙古土谢图汗部人，清朝蒙古王公，阿巴岱的玄孙，锡布固泰曾孙，穆车之孙，贝子锡布推哈坦巴图尔长子。
康熙四十五年（1706年），他的弟弟车布登袭爵镇国公（土谢图汗部右翼左末旗），巴海受命协理旗务。康熙五十九年（1720年），巴海和车布登跟随振武将军傅尔丹攻打准噶尔汗国策妄阿喇布坦。雍正九年（1731年），随大军征讨噶尔丹策凌，侦察得知大策凌敦多布率兵据守苏克阿勒达呼，率领六百兵士乘夜间进入敌营，诱使贡楚克扎布喀喇巴图鲁率领三千骑兵来追，于是设伏获胜，以功授札萨克一等台吉（土谢图汗部右翼右末旗）。雍正十年（1732年），在额尔德尼昭跟随策棱亲王击败小策凌敦多布，晋封为辅国公。其子贡楚克札布。